# Angiostrongylinae
Die Angiostrongylinae (von altgriech. angeion Gefäß und strongylos rund) sind eine Unterfamilie parasitierender Fadenwürmer.
Sie befallen Beuteltiere, Raubtiere, Insektenfresser und Nagetiere. Sie haben häufig eine Schnecke als Zwischenwirt, lediglich die erste Larve von Andersonstrongylus captivensis (Lungenwurm bei Stinktieren) befällt bereits den definitiven Wirt. Die Vertreter sind durch eine typische Bursa und eine posteriore Vulva gekennzeichnet.

## Systematik
Zur Unterfamilie gehören 23 Gattungen:.
- Aelurostrongylus Cameron, 1927
- Andersonstrongylus Webster, 1978
- Angiostrongylus Kamensky, 1905
- Antechinostrongylus Spratt, 1981
- Cercogylus Petter & Brochier, 1989
- Cosmostrongylus Spratt, 1984
- Didelphostrongylus Prestwood, 1976
- Filostrongylus Mackerras, 1955
- Gallegostrongylus Mas-Coma, 1978
- Gurltia Wolffhügel, 1933
- Heterostrongylus Travassos, 1925
- Madafilaroides Chabaud & Brygoo, 1960
- Madangiostrongylus Chabaud & Brygoo, 1960
- Malayometastrongylus Gibbons & Krishnasamy, 1986
- Marsupostrongylus Mackerras & Sandars, 1933
- Procyonostrongylus Anderson, Prestwood & Strelive, 1979
- Pulmostrongylus Hsu, 1935
- Rodentocaulus Schulz, Orlov & Kutass, 1938
- Sobolevingylus Romanov, 1952
- Stefanskostrongylus Drozdz, 1970
- Thaistrongylus Ohbayashi, Kamiya & Bhaibulaya, 1979
- Trilobostrongylus Anderson, 1963
- Viverrostrongylus Asakawa, Ohbayashi & Ow-Yang, 1986